# Josep Calvet Bellera
Josep Calvet Bellera   (la Pobla de Segur, 1965) és un historiador català, investigador membre del Servei d'Història, Patrimoni i Documentació de la Universitat de Lleida. Ha dedicat bona part de les seves recerques a estudiar els primers anys de franquisme als Pirineus. És autor del guió dels documentals: Terra de frontera. Els Pirineus catalans entre dues guerres (1938-1945) i Avions i aviadors de la Segona Guerra Mundial als Pirineus editats per la Universitat de Lleida.
Es reconegut com qui ha fet més per recuperar la memòria dels que fugien a través dels Pirineus durant la Segona Guerra Mundial. En aquest àmbit ha coordinat el projecte de creació del museu El Camí de la Llibertat inaugurat l'any 2007 a Sort i també ha estat assessor històric del projecte Perseguits i Salvats impulsat la Diputació de Lleida per recuperar els camins de fugida pel Pirineu de Lleida de famílies jueves perseguides pel nazisme. Ha comissariat diverses exposicions sobre aquest mateix tema.
Ha fet recerca sobre els pallaresos que van ser deportats als camps de concentració nazis. L'any 2020 va guanyar la 10a beca Mossèn Jesús Castells i Serra per dur a terme un treball sobre aquest àmbit. Fruit d'aquesta recerca ha comissariat una exposició que recull les històries de vida de les divuit persones nascudes o residents al Pallars Jussà que van ser empresonats als camps de Mauthausen, Ravensbrück i Buchenwald. També ha portat a terme la recerca sobre les sets persones originàries de les Valls d'Àneu deportades als camps de concentració nazi. L'obra va ser presentada a Espot en el marc de la 31 edició del festival Dansàneu.
L'any 2022 va comissariar l'exposició Mauthausen: memorias compartidas sobre la trajectòria compartida entre republicans espanyols i jueus al camp de concentració de Mauthausen (Àustria) que va estar oberta al públic al Centro Sefarad Israel de Madrid. L'exposició també va poder-se visitar a l'interior d'una barraca del camp de concentració de Mauthausen.
L'any 2023 va ser guardonat amb el premi Corona de Esther pels seus treballs de recerca i divulgació sobre el paper dels Pirineus com a lloc de fugida i refugi de refugiats de la Segona Guerra Mundial.

## Publicacions
Ha escrit els següents llibres:
- Les muntanyes de la llibertat. El pas d'evadits pels Pirineus durant la Segona Guerra Mundial, 1939-1944,[13] editat en castellà per Alianza editorial[14]
- Huyendo del Holocausto. Judíos evadidos del nazismo a través del Pirineo de Lleida[15]
- Sort-Tel-Aviv. Dues bessones separades pel nazisme[16]
- La carta olvidada. Las gemelas separadas por el nazismo[17]
- Pallaresos deportats als camps nazis.[18]
- El campament militar de Mascarell (Toralla). La presència de l'exèrcit al Pallars després de la Guerra Civil[19]

És coautor dels següents llibres:
- Salàs de Pallars 1936-1939. Tres anys dins la història d'un poble. Virgili&Pagès, 1987. Conjuntament amb Manuel Gimeno. L'any 2023 va publicar-se una reedició ampliada d'aquesta obra.[20]
- La batalla del Pirineu: xarxes d'informació i d'evasió aliades al Pallars Sobirà, a l'Alt Urgell i a Andorra durant la Segona Guerra Mundial. Garsineu, 2011.[21] Conjuntament amb Annie Rieu-Mias i Noemí Riudor. Editat en francès per Le Pas d'oiseau.
- Barcelona, refugi de jueus (1933-1958). Angle editorial, 2015. Conjuntament amb Cristina García, Rosa Serra, Víctor Sörenssen i Manu Valentín[22]
- Poble català, posa't a caminar. 40 anys de la Marxa de la Llibertat. Angle editorial, 2016. Conjuntament amb Oriol Lujan.[23]
- Perseguits i Salvats. El Pirineu de Lleida: camins de llibertat i memòria del poble jueu. Diputació de Lleida, 2016.[24]
- Viatge a l'infern dels KL. Els deportats d'Àneu als camps de concentració nazis. Consell Cultural de les Valls d'Àneu, 2022.[25]